# Sawyer (Dakota del Norte)
Sawyer es una ciudad ubicada en el condado de Ward en el estado estadounidense de Dakota del Norte. En el censo de 2010 tenía una población de 357 habitantes y una densidad poblacional de 287,76 personas por km².

## Geografía
Sawyer se encuentra ubicada en las coordenadas 48°5′22″N 101°3′12″O / 48.08944, -101.05333. Según la Oficina del Censo de los Estados Unidos, Sawyer tiene una superficie total de 1.24 km², de la cual 1.24 km² corresponden a tierra firme y (0%) 0 km² es agua.

## Demografía
Según el censo de 2010, había 357 personas residiendo en Sawyer. La densidad de población era de 287,76 hab./km². De los 357 habitantes, Sawyer estaba compuesto por el 96.64% blancos, el 0.28% eran afroamericanos, el 1.12% eran amerindios, el 0.28% eran asiáticos, el 0% eran isleños del Pacífico, el 0.28% eran de otras razas y el 1.4% pertenecían a dos o más razas. Del total de la población el 0.84% eran hispanos o latinos de cualquier raza.